# Erik Satie
Erik Satie, Alfred Éric Leslie Satie, född 17 maj 1866 i Honfleur, Normandie, död 1 juli 1925 i Paris, var en fransk kompositör och pianist. Från 1884, då han komponerade sitt första verk, signerade han sina alster med Erik Satie.
Satie är mest känd för sina korta pianostycken, däribland Trois Gymnopédies (1888) och Trois Gnossiennes (1890).
Vid sidan av sin musik bidrog Satie också med egensinniga bidrag i vitt skilda tidskrifter, från dadaistiska publikationer till Vanity Fair, vilka postumt blivit samlade och utgivna i bokform. Han skrev även rad brev som han sände såväl till sig själv som andra; de finns bevarade och har gett en inblick i Saites liv. 
Erik Satie skrev musik direkt för Svenska baletten i Paris nyskapande koreografier. Han medverkade också i film som Rene Clair spelade in för danskompaniet, på bland annat Théâtre des Champs-Élysées tak, till omskrivna föreställningen Relâche.

## Utmärkelser
Asteroiden 9438 Satie är uppkallad efter honom.

## Verk (urval)
- Ogives (1886)
- Trois Sarabandes (1887)
- Trois Gymnopédies (1888)
- Gnossiennes I–III (cirka 1890, publicerade 1893)
- Gnossiennes IV–VI (1889–1897, publicerade 1968)
- Messe des Pauvres (1895)
- Pieces Froids (1897)
- Je te veux (1900)
- Le Piccadilly (1900)
- Trois morceaux en forme de poire (1901)
- Descriptions automatiques (1913)
- Chapitres tournés en tous sens (1913)
- Croquis et agaceries d'un gros Bonhomme en bois (1913)
- Enfantillages pittoresques (1913)
- Menu propos Enfantins (1913)
- Parade (1917)
- Sonatine Bureaucratique (1917)
- Socrate (1918)
- Nocturnes (1919)
- Relâche (1924)

## Svenska översättningar av Satietexter
- En amnesikers memoarer och andra texter (översättning Claes Tellvid) (Brända böcker, 1984)
- Av och till Satie: en brevbiografi (översättning Magnus Hedlund) (Ejeby, 1992)
- Rysk tennis: små prosastycken i urval (översättning Ulf Claësson) (Bakhåll, 1996)

## Filmer med Satie-musik i urval
- 1963 – Le Feu follet
- 1973 – Det grymma landet
- 1978 – Picassos äventyr
- 1979 – Välkommen Mr. Chance!
- 1988 – En annan kvinna
- 1993 – True Romance
- 1994 – Corrine, Corrina
- 1996 – Vinterviken
- 2000 – Chocolat
- 2001 – Royal Tenenbaums
- 2002 – About Schmidt
- 2004 – Samaritan Girl
- 2006 – The Painted Veil
- 2008 – Man on Wire
- 2014 – The November Man
- 2017 – Call me by your name
- 2022 – Love Hurts (a.k.a. Most Horrible Things)